# Sephena conspersa
Sephena conspersa är en insektsart som beskrevs av Melichar 1902. Sephena conspersa ingår i släktet Sephena och familjen Flatidae. Inga underarter finns listade i Catalogue of Life.